# DISTANCE (映画)
『DISTANCE』（ディスタンス）は、2001年公開の日本映画。2000年7月24日クランクイン、2001年1月完成。2001年5月26日に東京・渋谷のシネマライズで公開された。
是枝裕和監督の長編映画3作目。キャストに手渡された脚本はそれぞれの出演部分だけで、相手の台詞は書き込まれておらず、俳優たちは物語の全貌を映画が完成するまで知らなかった。物語の空白の部分は、それぞれの役者の感性によって作られていった。
また本作は、劇伴としての音楽、いわゆる映画音楽をまったく使わず、タイトルからエンドロールまで、すべて音響効果＝SEだけで成立させているのも特徴である。

## あらすじ
カルト教団「真理の箱舟」が無差別殺人を起こし、その5人の実行犯が教団の手で殺害され、教祖も自殺した事件から3年後の夏。
4人の加害者の遺族はその命日に集まり、遺灰を撒いたとされる山間の湖に慰霊に行ったが、車を盗まれたため、その場に居合わせた元信者である坂田の案内で、実行犯たちが潜伏していたロッジで一夜を明かすことになる。
5人はそこで否応なく過去と向き合う事になる。私たちは被害者なのだろうか、加害者なのだろうか。果たして私たちは何か確かなものを手にすることができたのだろうか、と。

## キャスト
- 敦：ARATA
- 勝：伊勢谷友介
- 実：寺島進
- きよか：夏川結衣
- 坂田：浅野忠信
- 夕子：りょう
- きよかの夫、環：遠藤憲一
- 菊間刑事：中村梅雀
- 勝の兄：津田寛治
- 実の元妻：山下容莉枝
- 宮村：村杉蝉之介
- 勝のガールフレンド、梓：梓
- 老人ホームの看護婦：木村多江
- 実の現在の妻:平岩友美
- 実の上司：中村育二
- 田辺老人：杉本安生

## スタッフ
- 監督・脚本・編集：是枝裕和
- 助監督：西川美和、熊谷喜一
- 撮影：山崎裕
- 録音：森英司
- 美術：磯見俊裕
- 製作担当：白石治
- スタイリスト：谷口みゆき、篠塚奈美
- メイクアップ：酒井夢月
- 広告美術：葛西薫
- 製作主任：湊谷恭史
- 制作デスク：那須恭子
- 音響効果：東洋音響カモメ
- 現像：IMAGICA
- スタジオ：日活撮影所
- ゼネラルプロデューサー：重延浩、斎藤晃
- 企画プロデューサー：安田匡裕
- プロデューサー：秋枝正幸
- アソシエイト・プロデューサー：浦谷年良、荒川礼子
- 製作委員会メンバー：テレビマンユニオン、エンジンフィルム、シネロケット、IMAGICA
- 配給：『ディスタンス』製作委員会
- 配給協力・宣伝：P2

## 書籍
- 『DISTANCE 〜映画が作られるまで〜』スイッチパブリッシング、2001年5月23日。ISBN 4-88418-000-3

## 受賞歴
- カンヌ国際映画祭 コンペティション部門招待
- 第16回高崎映画祭
  - 最優秀作品賞
  - 最優秀助演女優賞・夏川結衣
  - 最優秀助演男優賞・遠藤憲一
- サンフランシスコ国際映画祭 ワールドシネマ部門招待
- ロッテルダム国際映画祭 長編映画部門正式出品